# Gouvernement Hashimoto I
État du Japon
81e cabinet
(Tomiichi Murayama) 83e cabinet
(Ryūtarō Hashimoto)
Le gouvernement Hashimoto I (村山内閣, Hashimoto Naikaku) était le 82e cabinet (第代内閣, dai-hachi-jū-yon-dai Naikaku) de l'empire du Japon, nommé le 11 janvier 1996 par le nouveau Premier ministre Ryūtarō Hashimoto et officiellement investi par l'empereur le jour même.

## Composition

### Premier ministre
| fonction         | Personnalité      | Parti | Faction  |
| ---------------- | ----------------- | ----- | -------- |
| Premier ministre | Ryūtarō Hashimoto | PLD   | (Obuchi) |

### Composition initiale (du11 janvier 1996au7 novembre 1996)

#### Ministres, chefs d'un ministère
| fonction                                                                                    | Personnalité      | Parti | Faction   |
| ------------------------------------------------------------------------------------------- | ----------------- | ----- | --------- |
| Ministre de la Justice                                                                      | Ritsuko Nagao     | PLD   | -         |
| Ministre des Affaires étrangères                                                            | Yukihiko Ikeda    | PLD   | Miyazawa  |
| Ministre du Trésor                                                                          | Wataru Kubo       | PLD   | PSD       |
| Ministre de l'Éducation et de la Culture                                                    | Mikio Okuda       | PLD   | Miyazawa  |
| Ministre de la Santé et des Affaires sociales                                               | Naoto Kan         | NPS   | -         |
| Ministre de l'Agriculture, des Forêts et de la Pêche                                        | Ichizo Ohara      | PLD   | Obuchi    |
| Ministre du Commerce international et de l'Industrie                                        | Shunpei Tsukahara | PLD   | Mitsuzuka |
| Ministre des Transports                                                                     | Yoshiyuki Kamei   | PLD   | Watanabe  |
| Ministre des Postes et Télécommunications                                                   | Ichiro Hino       | PSD   | -         |
| Ministre du Travail                                                                         | Takanobu Nagai    | PLD   | PSD       |
| Ministre de la Construction                                                                 | Eiichi Nakao      | PLD   | Watanabe  |
| Ministre des Affaires intérieures Président de la Commission nationale de sécurité publique | Hiroyuki Kurata   | PLD   | -         |

#### Chef du secrétariat et du bureau du Cabinet
| Fonction                      | Personnalité     | Parti | Faction |
| ----------------------------- | ---------------- | ----- | ------- |
| Secrétaire général du Cabinet | Seiroku Kajiyama | PLD   | Obuchi  |

#### Ministres d'État ne dirigeant pas un ministère
| Fonction                                                     | Personnalité       | Parti | Faction   |
| ------------------------------------------------------------ | ------------------ | ----- | --------- |
| Directeur de l'agence du Management et de la Coordination    | Sekisuke Nakanishi | PSD   | -         |
| Directeur de l'agence de Développement d'Hokkaido et Okinawa | Saburo Okabe       | PLD   | Obuchi    |
| Directeur de l'agence du ministère de la Défense             | Hideo Usui         | PLD   | Kōmoto    |
| Directeur de l'agence du Planning économique                 | Shusei Tanaka      | NPS   | -         |
| Directeur de l'agence de la Science et de la Technologie     | Hidenao Nakagawa   | PLD   | Mitsuzuka |
| Directeur de l'agence de l'Environnement                     | Sukio Iwadare      | PSD   | -         |
| Directeur de l'agence des Terres Nationales                  | Kazumi Suzuki      | PSD   | -         |